# Elisabeth Lukas
Elisabeth Lukas (* 12. November 1942 in Wien) ist eine österreichische Psychotherapeutin und klinische Psychologin. Sie ist eine der bekanntesten Nachfolgerinnen von Viktor Frankl, dem Gründer der Logotherapie, der sinnzentrierten Psychotherapie.
Bis 2003 leitete sie das Süddeutsche Institut für Logotherapie in Fürstenfeldbruck.
Ihre mehr als 30 Bücher sind in 16 Sprachen erschienen.
Im Jahr 2001 erhielt Elisabeth Lukas den Viktor-Frankl-Preis der Stadt Wien.
Im Mai 2014 wurde Elisabeth Lukas im Rahmen des 2. Weltkongresses des Viktor Frankl Instituts für Logotherapie und Existenzanalyse in Wien die Ehrenprofessur des Moskauer Universitätsinstituts für Psychoanalyse verliehen.

## Werke (Auswahl)
- Logotherapie als Persönlichkeitstheorie. Dissertation. Universität Wien, 1972. (Katalogzettel Österreichische Nationalbibliothek)
- Psychologische Seelsorge. Logotherapie – Die Wende zu einer menschenwürdigen Psychologie. Herder, Freiburg i. B. 1985, ISBN 3-451-04258-4
- Gesinnung und Gesundheit. Lebenskunst und Heilkunst in der Logotherapie. Herder, Freiburg i. B. 1987, ISBN 3-451-08348-5
- Spirituelle Psychologie: Quellen sinnvollen Lebens . Kösel, München 1998, ISBN 3-466-36491-4
- Rendezvous mit dem Leben. Ermutigungen für die Zukunft. Kösel, München 2000, ISBN 3-466-36540-6.
- Auf den Stufen des Lebens. Meine bewegendsten Fallbeispiele aus der Seelenheilkunde nach Viktor E. Frankl. Quell, Gütersloh 2001, ISBN 3-579-03381-6.
- Heilungsgeschichten. Wie Logotherapie Menschen hilft (= Herder-Spektrum, Band 5084). Erweiterte Neuausgabe. Herder, Freiburg im Breisgau 2002, ISBN 3-451-05084-6.
- Wertfülle und Lebensfreude. Logotherapie bei Depressionen und Sinnkrisen. (= Heilkunst und Lebenskunst in der Logotherapie, Band 1). 2. Auflage. Profil, München 2002, ISBN 3-89019-534-2.
- Für dich. Heilende Geschichten der Liebe. Kösel, München 2003, ISBN 3-466-36620-8.
- Freiheit und Identität. Logotherapie bei Suchtproblemen. (= Heilkunst und Lebenskunst in der Logotherapie, Band 6). Profil, München 2003, ISBN 3-89019-526-1.
- Spannendes Leben. In der Spannung zwischen Sein und Sollen. Ein Logotherapiebuch. 3. Auflage. Profil, München 2003, ISBN 3-89019-544-X.
- Sehnsucht nach Sinn. Logotherapeutische Antworten auf existentielle Fragen. 3. Auflage, Profil-Verlag, München 2004, ISBN 3-89019-553-9.
- Arzt und Philosoph. Zum 100. Geburtstag von Viktor E. Frankl. (= Heilkunst und Lebenskunst in der Logotherapie, Band 7). Profil, München 2005, ISBN 3-89019-563-6.
- Konzentration und Stille. Logotherapie bei Tinnitus und chronischen Krankheiten. (= Heilkunst und Lebenskunst in der Logotherapie, Band 4). 3. Auflage. Profil, München 2005, ISBN 3-89019-574-1.
- Lehrbuch der Logotherapie. Menschenbild und Methoden. 3. Auflage, Profil, München 2006, ISBN 3-89019-585-7.
- Mensch sein heißt Sinn finden. Hundert Worte von Viktor E. Frankl. 3. Auflage, Neue Stadt Verlag, München 2006, ISBN 978-3-87996-634-9
- Dein Leben ist deine Chance. Anregungen zu einer sinnvollen Lebensgestaltung. 1. Auflage, Neue Stadt Verlag, München 2008, ISBN 978-3-87996-749-0
- Binde deinen Karren an einen Stern. Was uns im Leben weiterbringt. 1. Auflage. Neue Stadt Verlag, München 2011, ISBN 978-3-87996-907-4
- Die Kunst der Wertschätzung. Kinder ins Leben begleiten. 1. Auflage. Neue Stadt Verlag, München 2013, ISBN 978-3-87996-961-6
- Quellen sinnvollen Lebens. Woraus wir Kraft schöpfen können. 1. Auflage. Neue Stadt Verlag, München 2014, ISBN 978-3-7346-1002-8
- Verlust und Gewinn. Logotherapie bei Beziehungskrisen und Abschiedsschmerz. (= Heilkunst und Lebenskunst in der Logotherapie, Band 5). 2. Auflage. Profil, München 2007, ISBN 978-3-89019-602-2.
- Heute ist der erste Tag vom Rest deines Lebens. Schritte zu einer erfüllten Existenz. Gütersloher Verlagshaus, Gütersloh 2007, ISBN 978-3-579-06957-9.
- Auch Dein Leben hat Sinn, Logotherapeutische Wege zur Gesundung, Vorwort von V. E. Frankl, Verlag Herder (Spektrum), Freiburg-Basel-Wien, 1991, ISBN 9783451040115.
- Elisabeth Lukas, Reinhardt Wurzel, Von der Angst zum Seelenfrieden, Verlag Neue Stadt, Oberpframmern 2019, ISBN 978-3-7346-1203-9
- Elisabeth Lukas, Michael Ragg, Wie Leben gelingen kann. Sinn und Freude Tag für Tag, Butzon & Bercker, Kevelaer 2017, ISBN 978-3-7666-2484-0
- Elisabeth Lukas, Reinhardt Wurzel, Pandemie und Psyche. Wege zur Stärkung der seelischen Immunität, 2. Auflage, Verlag Neue Stadt, Oberpframmern 2020, ISBN 978-3-7346-1246-6
- Frankl und Gott. Erkenntnisse und Bekenntnisse eines Psychiaters, Verlag Neue Stadt, Oberpframmern 2020, ISBN 978-3-7346-1183-4